# ヴィエットチー
ヴィエットチー市(ベトナム語：Thành phố Việt Trì / 城庯越池)、またはヴィエットチ、ヴィエッチー（ベトチと表記されることも多い）はベトナムの東北部のフート省の省都である。人口は2013年時点で315,280人、面積は111.75km2である。ハノイの70km北西に位置する。

## 行政区画
以下の13坊10社を管轄する。
- バックハク坊（Bạch Hạc / 白鶴）
- ベンゴット坊（Bến Gót / 𤅶𨃴）
- ズウラウ坊（Dữu Lâu / 有樓）
- ザーカム坊（Gia Cẩm / 嘉錦）
- ミンノン坊（Minh Nông / 明農）
- ミンフオン坊（Minh Phương / 明方）
- ノンチャン坊（Nông Trang / 農莊）
- タンダン坊（Tân Dân / 新民）
- タインミエウ坊（Thanh Miếu / 清廟）
- トーソン坊（Thọ Sơn / 壽山）
- ティエンカット坊（Tiên Cát / 仙葛）
- ヴァンコー坊（Vân Cơ / 雲奇）
- ヴァンフー坊（Vân Phú / 雲富）
- チューホア社（Chu Hóa / 周化）
- フンロー社（Hùng Lô / 雄瀘）
- ヒークオン社（Hy Cương / 希崗）
- キムドゥク社（Kim Đức / 金德）
- フオンラウ社（Phượng Lâu / 鳳樓）
- ソンロー社（Sông Lô / 瀧瀘）
- タンドゥク社（Tân Đức / 新德）
- タインディン社（Thanh Đình / 青亭）
- トゥイヴァン社（Thụy Vân / 瑞雲）
- チュンヴオン社（Trưng Vương / 征王）

## 経済
ヴィエットチーは北部で最も早く工業化した都市の1つである。工業、農業、貿易、サービス分野で大きな潜在能力を持つ。工業は化学や製紙、服飾が有る。

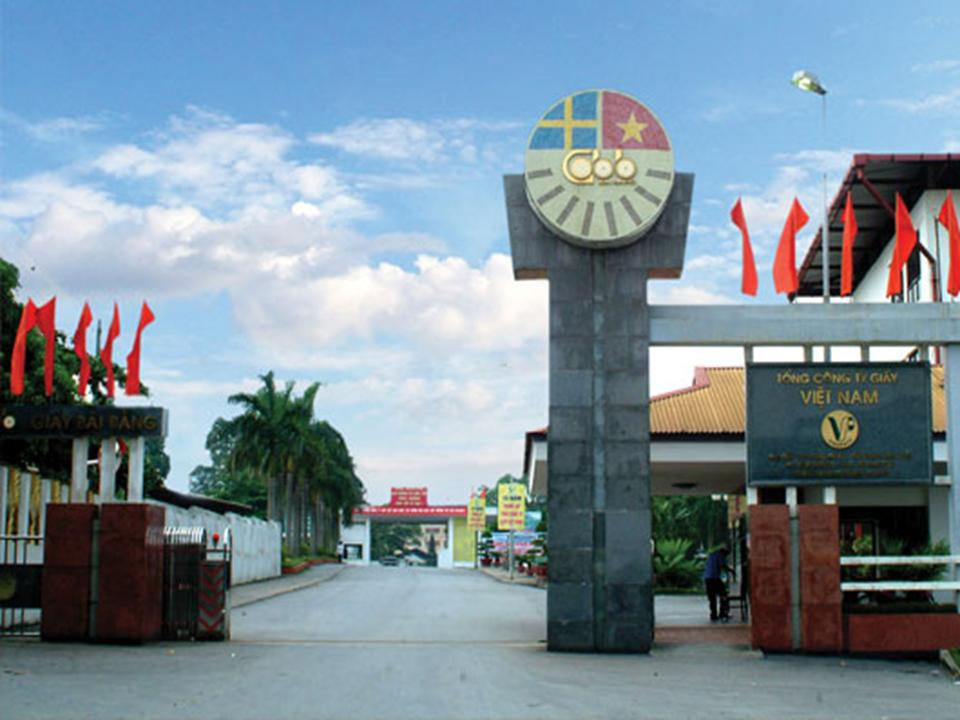
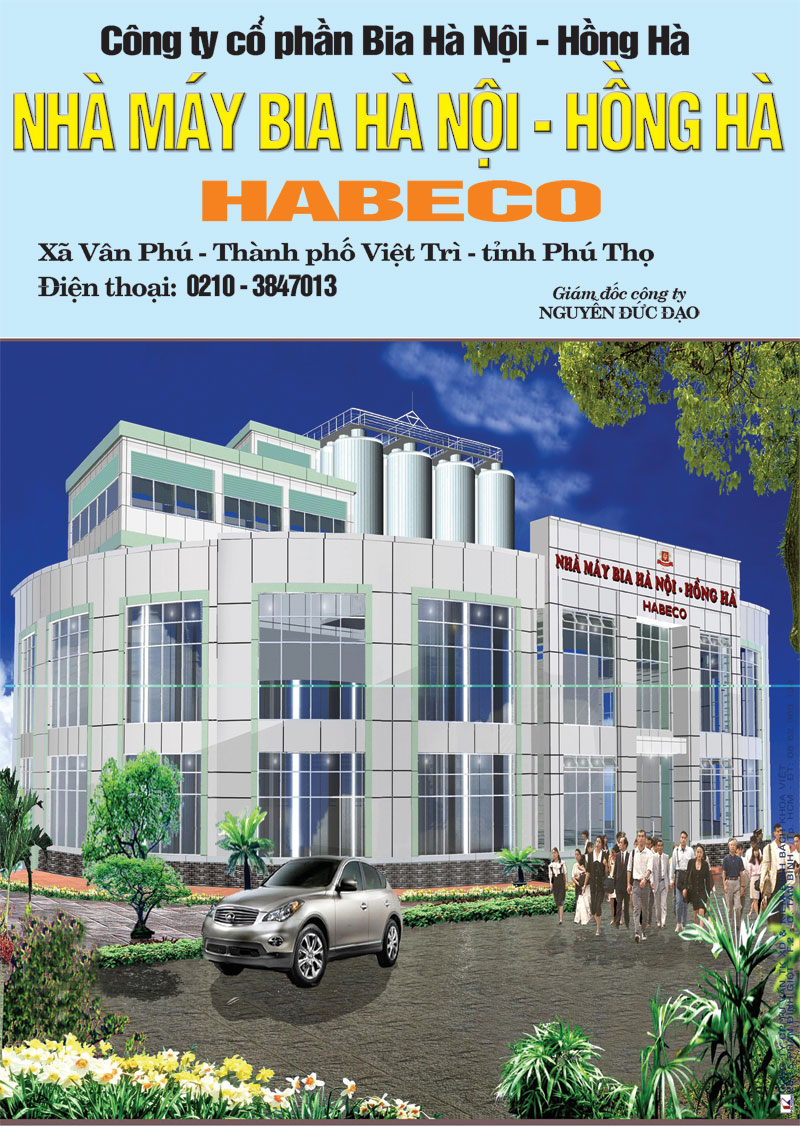

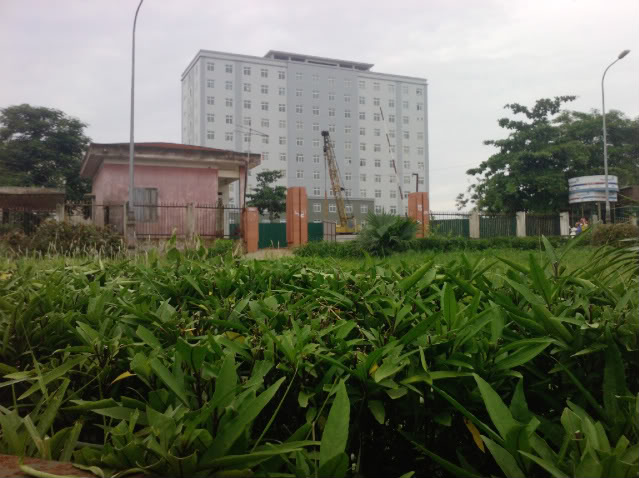
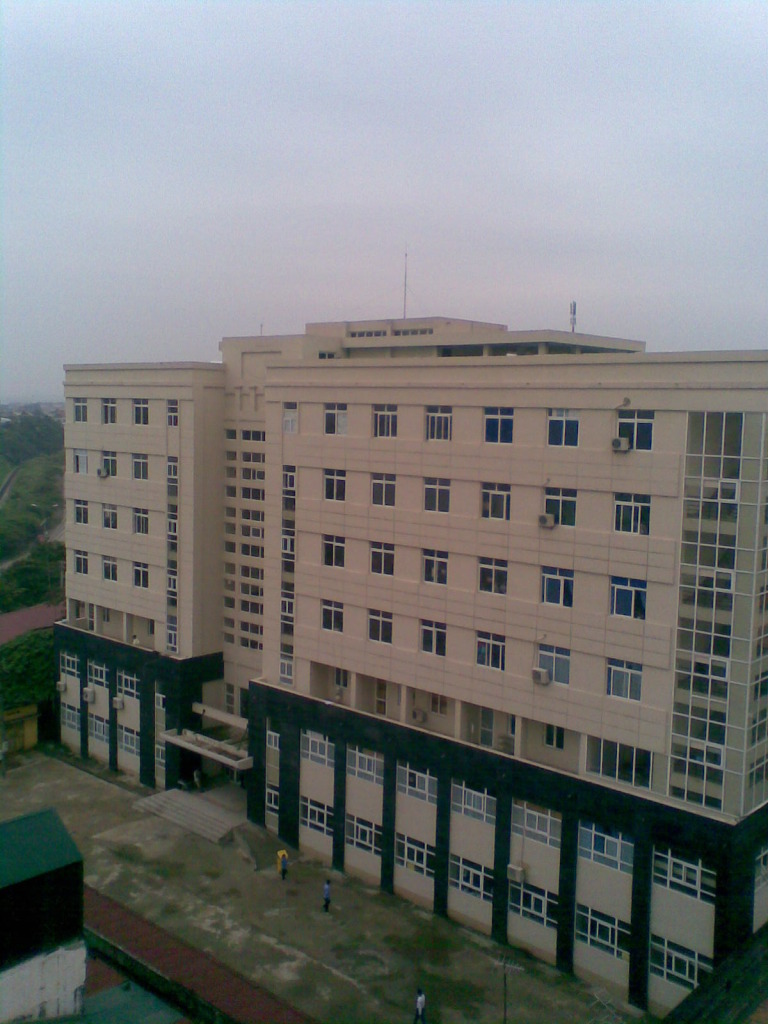